# Hypoxis exilis
Hypoxis exilis är en enhjärtbladig växtart som beskrevs av Rodney John Francis Henderson. Hypoxis exilis ingår i släktet Hypoxis och familjen Hypoxidaceae. Inga underarter finns listade i Catalogue of Life.